# Lhoce
A Lhoce (angolos átírással Lhotse, tibeti nyelven jelentése Déli-csúcs) a Föld negyedik legmagasabb hegycsúcsa Kína (Tibet) és Nepál határán. A Himalája nyolcezres csúcsai közül ennek van a legalacsonyabb topográfiai kiemelkedése (610 m), s emiatt gyakran hívják a „legkisebb” nyolcezresnek is. A hegy óriási déli oldala (fala) egyben a világon is egyedülálló méretekkel bír: 2,25 km-es szakaszon teljesen sík felületű, ami a mászást rendkívül megnehezíti (amennyiben valaki azzal próbálkozik). Sok sikertelen kísérlet színhelye volt a félelmetes déli oldal (s néhány szerencsétlenség is itt történt); de nagyon kevés siker köthető ide: közülük egy nem ellenőrzött mászás Tomo Česen nevéhez fűződik. A csúcs egy ideig id. Lóczy Lajos híres magyar természettudós nevét viselte.
2003 októbere óta 243-an hódították meg a Lhoce csúcsát, de 11-en életüket vesztették itt.

## Mászások története
Az 1955-ös nemzetközi Himalája-expedíció kísérelte meg a Lhoce csúcsának meghódítását. A vállalkozás vezetője Norman Dyhrenfurth volt, tagjai között két osztrák térképész (Erwin Schneider, Ernst Senn), két svájci hegymászó (Bruno Spirig, Arthur Spöhel), valamint három amerikai mászó volt (Fred Beckey, George Bell és Richard McGowan). 200 serpa kísérte őket, de szeptember és október fordulópontján 8100 m magasságban megálltak, s a rendkívüli hideg és egyéb problémák miatt visszafordultak. Az expedíció egyik nagy érdeme, hogy elkészítették az első térképet a Mount Everestről és környékéről (1:50 000), valamint néhány rövidfilm készült kisebb csúcsok megmászásáról, s a helyi kultúráról is.

## Későbbi mászások
- 1955 – az első kísérlet a nemzetközi Himalája-expedíció keretében.
- 1956 – a központi csúcs meghódítása.
- 1965 – az első kísérlet a Lhoce Sár meghódítására (japán expedíció) – elért magasság: 8100 m.
- 1979 – a Lhoce Sár első megmászása.
- 1981 – április 30-án másodjára mássza meg a központi csúcsot Hriszto Prodanov, (Bulgária).
- 1981 – október 16-án a Lhoce Sár második svájci meghódítása.
- 1984 – május 20-án a Lhoce Sár harmadik sikeres meghódítása csehek által.
- 1989 – Jerzy Kukuczka lengyel hegymászó használt mászókötelet vett Katmanduban, amely a Lhoce déli falának mászása közben elszakadt, s ő a halálba zuhant.
- 1996 – Chantal Mauduit az első nő a Lhoce csúcsán.
- 2001 – a Lhoce középső csúcsának első meghódítása.
- 2007 – Pemba Doma serpa, nepáli hegymászó (aki korábban kétszer már megmászta a Mount Everest csúcsát) a Lhoce mászása közben 8000 m magasságból lezuhant.
- 2011 – Erőss Zsolt és Gál László az első magyarok a csúcson[2]
- 2018 – Szeptember 30-án az amerikai Hilaree Nelson és Jim Morrison a világon elsőként lesíelt a Lhoce csúcsáról, a „Dream Line”-nak nevezett Lhoce-kuloáron keresztül.[3]
- 2022 - május 14-én Suhajda Szilárd hegymászó a kora délutáni órákban elérte el a Lhoce csúcsát pótlólagos oxigén és magashegyi teherhordók segítsége nélkül.